# Viktor Đukanović
Viktor Đukanović (29 de enero de 2004) es un futbolista montenegrino que juega en la demarcación de delantero para el FC DAC 1904 Dunajská Streda de la Superliga de Eslovaquia.

## Selección nacional
Tras jugar en la selección de fútbol sub-19 de Montenegro y la sub-21, finalmente debutó con la selección absoluta el 14 de junio de 2022 en un partido de la Liga de Naciones de la UEFA 2022-23 contra Rumania que finalizó con un resultado de 0-3 a favor del combinado montenegrino tras un triplete de Stefan Mugoša.

## Clubes
| Club                                 | País       | Año       | Partidos | Goles |
| ------------------------------------ | ---------- | --------- | -------- | ----- |
| FK Budućnost Podgorica               | Montenegro | 2020-2023 | 66       | 18    |
| Hammarby IF                          | Suecia     | 2023-2024 | 48       | 15    |
| Standard de Lieja (cedido)           | Bélgica    | 2024-2025 | 5        | 0     |
| FC DAC 1904 Dunajská Streda (cedido) | Eslovaquia | 2025-     | 16       | 4     |